# Кекурный (мыс, Чукотка)
Ке́курный — мыс на северо-восточной оконечности Чукотского полуострова. Относится к Чукотскому району Чукотского автономного округа России.
Представляет собой невысокий скалистый обрыв на арктическом побережье Чукотского моря.
Ближайший населённый пункт находится в 5 км восточнее — национальное село Уэлен.
Назван в 1823 году Ф. П. Врангелем из-за возвышающихся в этом месте высоких каменных столбов — кекуров.
На берегах мыса гнездятся берингов баклан, бургомистр, моёвки, тихоокеанский чистик, ипатки, а также единичные пары серебристой чайки, кайр и топорка.

## Топографические карты
- Лист карты Q-2-XVII,XVIII. Масштаб: 1 : 200 000. Состояние местности на 1972 год. Издание 1987 г.